# Gaspard de Vallier

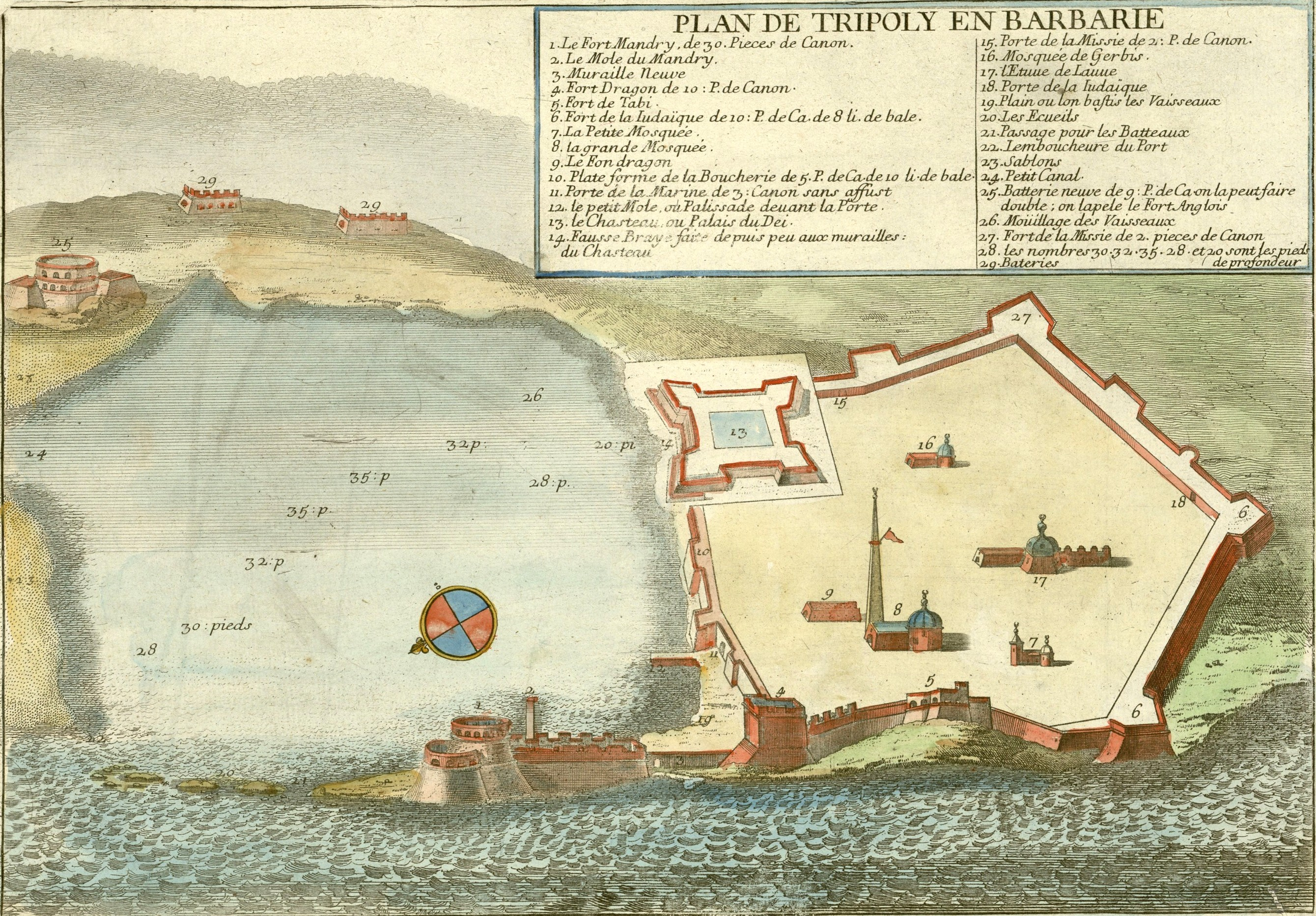
Zicht op de stad Tripoli vóór 1705

Gaspard de Vallier was een legeraanvoerder in de Orde van Malta. Hij verdedigde de stad Tripoli die in handen was van de Orde tijdens het beleg in 1551. Vallier was een Fransman die uit de langue van Auvergne kwam. Hij gaf tijdens dat beleg leiding aan 30 ridders en ruim 600 huurlingen. De stad werd echter op 15 augustus 1551 ingenomen door de Ottomanen.
Na zijn terugkeer op Malta werd hij zwaar bekritiseerd door grootmeester Juan de Homedes. Vallier werd voor het tribunaal gebracht en uit de Orde gezet. Toen Jean de la Valette Homedes opvolgde als grootmeester, rehabiliteerde hij Vallier als ridder binnen de Orde.